# Damernas tvåa utan styrman i rodd vid olympiska sommarspelen 1980
Damernas tvåa utan styrman i rodd vid olympiska sommarspelen 1980 avgjordes mellan den 21 och 26 juli 1980. Grenen hade totalt 12 deltagare från sex länder.

## Medaljörer
| Gren              | Guld                                   | Silver                                             | Brons                                        |
| Tvåa utan styrman | Ute Steindorf och Cornelia Klier (GDR) | Malgorzata Dluzewska och Czeslawa Koscianska (POL) | Siika Barboulova och Stojanka Kubatova (BUL) |

## Resultat

### Försöksheat
Heat A
| Placering | Deltagare                          | Land          | Tid     |
| --------- | ---------------------------------- | ------------- | ------- |
| 1         | Larisa Zavarzina Galina Stepanova  | Sovjetunionen | 3:55.08 |
| 2         | Ute Steindorf Cornelia Klier       | Östtyskland   | 4:00.17 |
| 3         | Siika Barbulova Stoyanka Kurbatova | Bulgarien     | 4:00.38 |

Heat B
| Placering | Deltagare                                | Land     | Tid     |
| --------- | ---------------------------------------- | -------- | ------- |
| 1         | Malgorzata Dluzewska Czeslawa Koscianska | Polen    | 3:56.08 |
| 2         | Florica Dospinescu Elena Oprea           | Rumänien | 4:04.74 |
| 3         | Teréz Bednarik Éva Molnár                | Ungern   | 4:12.44 |

### Återkval
| Placering | Deltagare                          | Land        | Tid     |
| --------- | ---------------------------------- | ----------- | ------- |
| 1         | Ute Steindorf Cornelia Klier       | Östtyskland | 3:36.51 |
| 2         | Florica Dospinescu Elena Oprea     | Rumänien    | 3:37.16 |
| 3         | Siika Barbulova Stoyanka Kurbatova | Bulgarien   | 3:37.48 |
| 4         | Teréz Bednarik Éva Molnár          | Ungern      | 3:50.47 |

### Final
| Placering | Deltagare                                | Land          | Tid     |
| --------- | ---------------------------------------- | ------------- | ------- |
| 1         | Ute Steindorf Cornelia Klier             | Östtyskland   | 3:30.49 |
| 2         | Malgorzata Dluzewska Czeslawa Koscianska | Polen         | 3:30.95 |
| 3         | Siika Barbulova Stoyanka Kurbatova       | Bulgarien     | 3:32.39 |
| 4         | Florica Dospinescu Elena Oprea           | Rumänien      | 3:35.14 |
| 5         | Larisa Zavarzina Galina Stepanova        | Sovjetunionen | 4:12.53 |